# Краковский рынок (Львов)

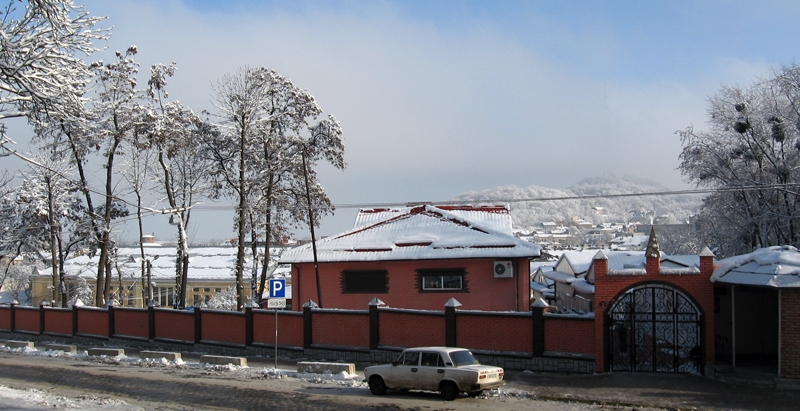
Краковский рынок со стороны улицы Клепаровской

Кра́ковский ры́нок (укр. Краківський ринок) — один из крупнейших продуктово-вещевых рынков во Львове (Украина). Находится вблизи центральной части города, на территории бывшего Краковского предместья. Адрес: улица Базарная, 11. Генеральный директор: Владимир Дмитриевич Кожан, депутат Львовского областного совета от блока «Наша Украина».
Краковский рынок работает с шести утра до девяти часов вечера каждый день, кроме воскресенья.
Краковский рынок занимает бывшую территорию Старого еврейского кладбища, которое было разрушено в годы нацистской оккупации и окончательно кладбище в 1947 году, когда на его территории был построен нынешний рынок, получивший в то время название «Центральный рынок».
В первом полугодии 2007 года Краковский рынок был первым по величине сданного в городской бюджет рыночного сбора.